# Ernst Löpfe
Ernst Löpfe, auch Löpfe-Benz (* 5. Februar 1878 in St. Gallen; † 8. November 1970 in Rorschach, reformiert, heimatberechtigt in Gaiserwald, seit 1906 in Rorschach), war ein Schweizer Verleger und Politiker (FDP).

## Biografie
Ernst Löpfe kam am 5. Februar 1878 in St. Gallen als Sohn des Josef Anton Löpfe und der Susanna geborene Heerensberger zur Welt. Löpfe absolvierte eine Lehre als Schriftsetzer. In der Folge war er ab 1902 mit der Leitung der Buchdruckerei Wilhelm Koch in Rorschach betraut. Dazu fungierte er als politischer Redakteur der freisinnigen Zeitung Ostschweizer Wochenblatts, ab 1913 Ostschweizer Tagblatt.
1909 erwarb Ernst Löpfe diese Druckerei und baute sie zu dem bis im Jahr 2000 bestehenden mittelgrossen Druckerei- und Verlagsunternehmen Löpfe-Benz aus, das unter anderem von 1922 bis 2000 den Nebelspalter sowie von 1927 bis 1963 das Ostschweizer Tagblatt herausgab.
Ernst Löpfe wurde 1956 zum Ehrenbürger der Gemeinde Rorschach ernannt.
Ernst Löpfe war mit Rosa, der Tochter des Industriellen Friedrich Benz, verheiratet. Er verstarb am 8. November 1970 drei Monate vor Vollendung seines 93. Lebensjahres in Rorschach.

## Politischer Werdegang
Ernst Löpfe bekleidete zu Beginn seiner politischen Karriere im Jahr 1907 das Amt des Präsidenten der Freisinnig-Demokratischen Partei (FDP) des Bezirks Rorschach, das er bis 1915 ausübte. Daneben war er zwischen 1909 und 1915 sowie 1922 und 1927 im Gemeinderat von Rorschach vertreten. 1915 wurde er in den St. Galler Grossrat gewählt, dem er bis 1939 angehörte. Zudem stand er der kantonalen FDP von 1929 bis 1934 als Präsident vor. Darüber hinaus nahm er für den Kanton in den Jahren 1931 bis 1945 Einsitz in den Ständerat.
Der aufgeschlossene Freisinnige Ernst Löpfe profilierte sich sowohl durch politische als auch kulturelle Akzente.

## Publikationen (Auswahl)
- Ein Jahr deutscher Kriegsgäste am Bodensee, 1917
- Eine Wanderung durch den Neubau, 1933
- Die Schaffung einer schweizerischen Filmkammer : Referat, 1937
- Für eine Reorganisation der Käseunion : Votum, 1938